# 필립 C. 슈미터
필립 C. 슈미터(Philippe C. Schmitter, 1936년 11월 19일 ~ )는 미국의 정치학자이다. 주 연구분야는 비교정치학으로 유럽과 라틴아메리카의 지역 통합, 민주화 과정, 코퍼러티즘 등을 다뤘다. 시카고 대학교, 유럽 대학 연구소, 스탠퍼드 대학교에서 교수로 근무하였으며 2009년 요한 쉬테 정치학상을 수상했다. 현재 유럽 대학 연구소 정치사회학과 명예교수이다.